# Шторкау (Вайсенфельс)
Шторкау (нем. Storkau) — деревня в Германии, в земле Саксония-Анхальт, входит в район Бургенланд в составе городского округа Вайсенфельс.
Население составляет 109 человек (на 31 декабря 2015 года). Занимает площадь 7,9 км².

## История
Первое упоминание о поселении относится к 1300 году.
1 сентября 2010 года, после проведённых реформ, Шторкау вошёл в состав городского округа Вайсенфельс в качестве района. В этот район также входят деревни: Обшюц и Петтштедт.

## Галерея

Шторкау на карте городского округа
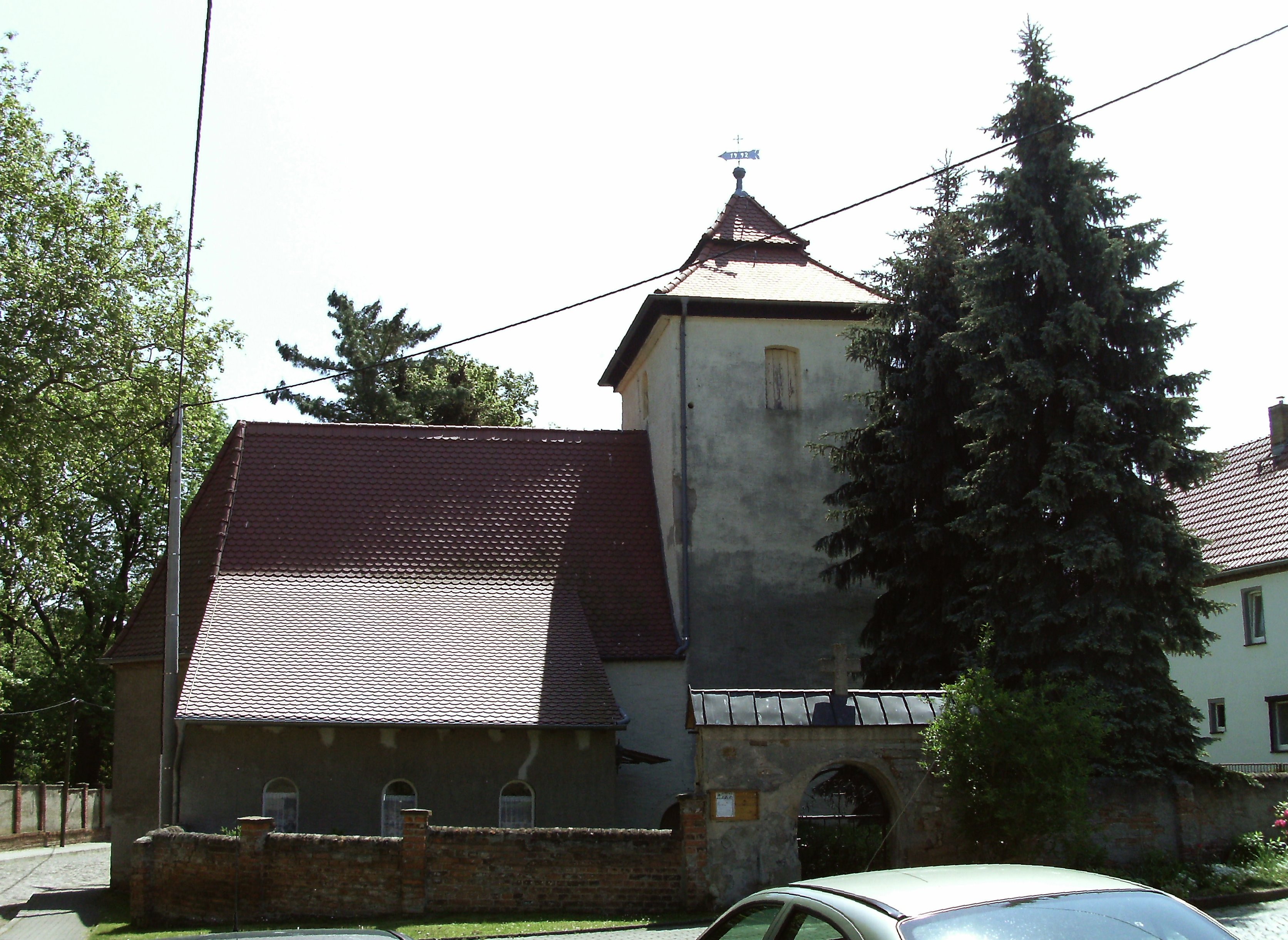
Церковь в Шторкау
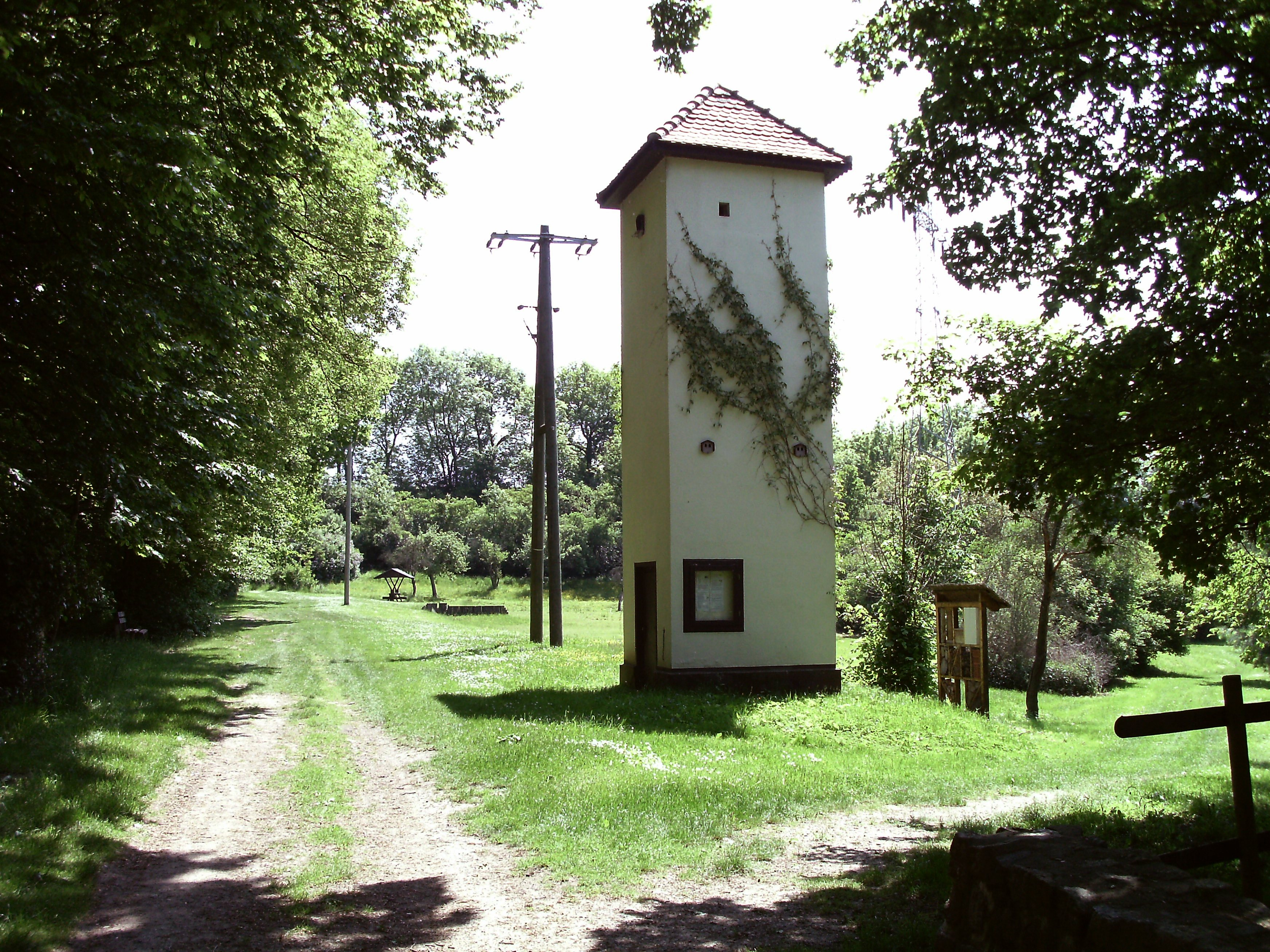
Бывший трансформатор, ныне жилой дом
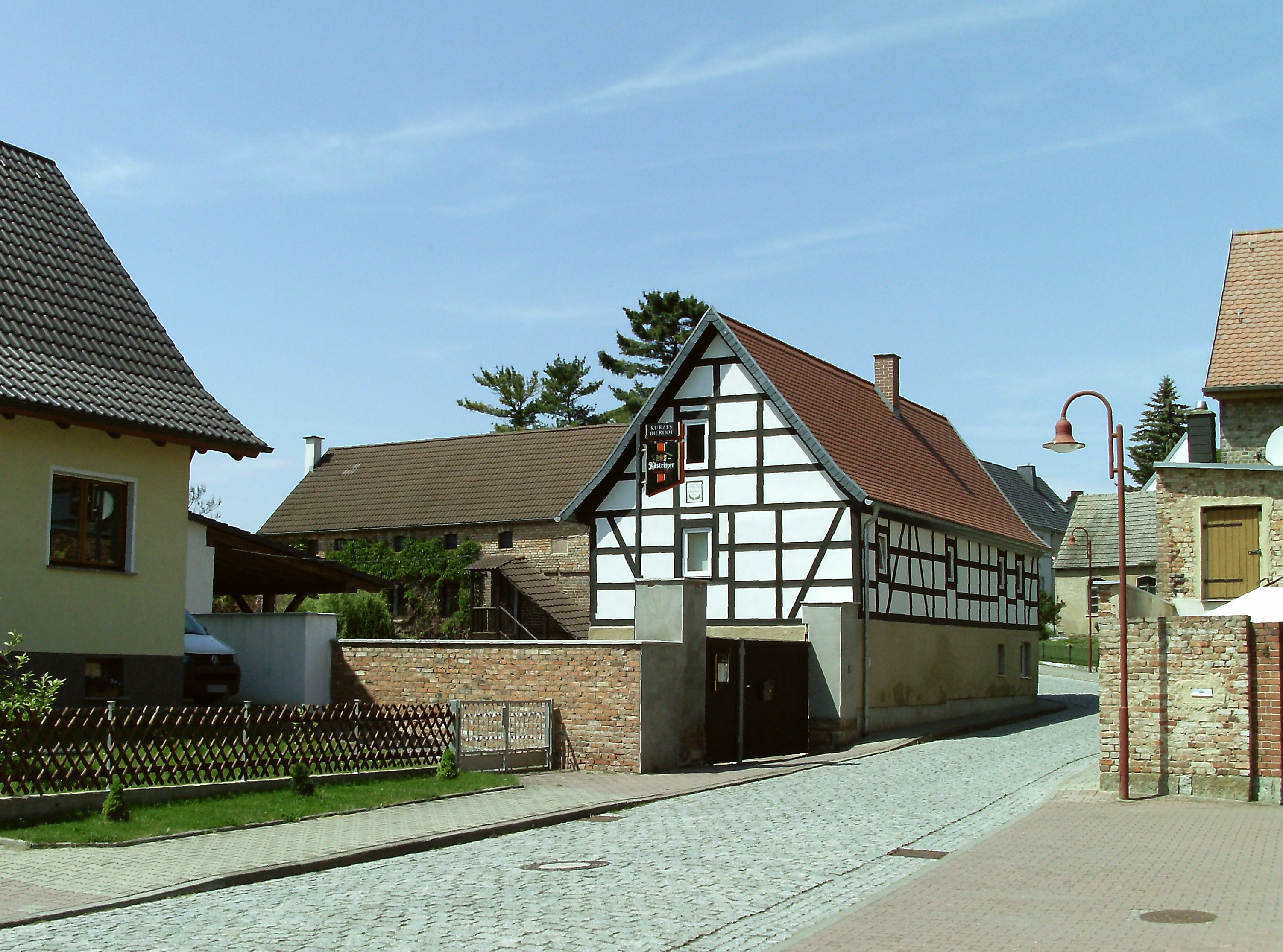
Дома в Шторкау